# Woche der Religionen
Die Woche der Religionen ist eine schweizweite interreligiöse Aktionswoche, die jährlich stattfindet. In der Woche der Religionen finden in der ersten Novemberwoche rund 100 interreligiöse Veranstaltungen statt. Sie laden zu Begegnung und Dialog zwischen den in der Schweiz ansässigen Religionen und Kulturen ein. Die Organisation IRAS COTIS ist Urheberin und Koordinatorin der «Woche der Religionen» und erarbeitet das Programm in Zusammenarbeit mit regionalen Organisatoren.  
Aus dem Gedanken heraus, dass interreligiöse Arbeit ihren Ort an der Basis, direkt in den Religionsgemeinschaften, hat, sind es lokale Organisatoren und engagierte Religionsgemeinschaften, die die Woche der Religionen ermöglichen. Sie veranstalten jedes Jahr über 100 Angebote. Theater und Film, Spaziergänge, Podiumsdiskussionen, Tischgespräche, gemeinsame Feiern, Vorträge, Musik und Tanz, Ausstellungen, Gesprächsrunden, sowie Besuche bei Religionsgemeinschaften und religiösen Festtagen gehören zur typischen Vielfalt der Woche der Religionen.

## Geschichte
Der ehemalige Kirchenratspräsident und reformierte Pfarrer Georg Vischer als Präsident von IRAS COTIS und Heinz Haab als damaliger Geschäftsführer engagierten sich für einen jährlichen landesweiten «Tag der Religionen». Inspiriert von der erfolgreichen Interreligiösen Dialog- und Aktionswoche (IDA) in St. Gallen, entwickelte sich daraus die Idee der «Woche der Religionen». Heinz Haab baute ein Netz mit Bezugspersonen in allen Kantonen auf, bildete ein Patronatskomitee, eine Lenkungsgruppe und eine Projektleitung. So konnte im Jahr 2007 die erste nationale «Woche der Religionen» veranstaltet werden, die seither Jahr für Jahr mit über 100 Veranstaltungen in der ganzen Schweiz erfolgreich durchgeführt wird. Im Jahr 2016 feierte die Woche der Religionen ihr 10-jähriges Jubiläum im Haus der Religionen in Bern.

## Organisation
Das Projekt wird strategisch von einer Steuergruppe mit Mitgliedern aus Religionsgemeinschaften und kantonalen Verantwortlichen geleitet. Die Projektleitung wird von der Geschäftsstelle von IRAS COTIS wahrgenommen, Projektpartner sind die regionalen und lokalen Veranstaltenden.  

## Finanzierung
Die Woche der Religionen wird durch kantonale Beiträge und die Unterstützung von Religionsgemeinschaften finanziert. Das Projekt wäre nicht realisierbar ohne umfangreiche Eigenleistungen von IRAS COTIS und Partnerorganisationen sowie viel Freiwilligenarbeit.